# Сопотница
Вижте пояснителната страница за други значения на Сопотница.
Сопотница (на македонска литературна норма: Сопотница) е село в община Демир Хисар, Северна Македония.

## География
Селото се намира на 670 m надморска височина в областта Долен Демир Хисар, в източните склонове на Плакенската планина, на левия бряг на река Църна, на 10 km от град Демир Хисар и на два километра от пътя Демир Хисар – Кичево. Разположено е между ридовете Голема глава и Кула. Селската река извира в местността Извор и се нарича Извория. Землището на селото е 17,6 km2, от които горите са 850 ha, обработваемата земя 492 ha, а пасищата 289 ha. Селото е свързано с железопътна линия с Прилеп, която вече не функционира.
В селото работи фабриката за сачми „Железник“. Край селото се намира и рудникът „Демир Хисар“.
Гробищната църква в селото „Свети Никола“ е от 1874 година, а край Сопотница е манастирът „Свети Атанасий“.

## История
Името на селото произлиза от праславянската дума „сопотъ“ – шумящ поток, извор.
В османски данъчни регистри на немюсюлманското население от вилаета Манастир от 1611 – 1612 година селото е отбелязано под името Сопотниче с 55 джизие ханета (домакинства).
В XIX век Сопотница е изцяло българско село в Битолска кааза, нахия Демир Хисар на Османската империя. Според Васил Кънчов в 90-те години Сопотница има 80 християнски къщи с два-три чифлика. Разположено е на хубаво място с малка рекичка през селото и добра земя. Според статистиката му („Македония. Етнография и статистика“) в 1900 година Сопотница има 560 жители, всички българи християни.
На Етнографската карта на Битолския вилает на Картографския институт в София от 1901 година Сопотница е чисто българско село в Битолската каза на Битолския санджак със 122 къщи.
Според Никола Киров („Крушово и борбите му за свобода“) към 1901 година Сопотница има 80 български къщи.
По време на Илинденското въстание селото е нападнато на три пъти от турски аскер и башибозук. На 11 август 1903 година са опожарени 70 от 81 къщи и са убити Георги Симонот и Стоян Дамев, на 17 август е убита Петре Янкулов, а на 26 септември и Петре Кузманов. Селото пострадва по време на Илинденско-Преображенското въстание. След въстанието Сопотница получава помощи от българския владика Григорий Пелагонийски.
Слѣдъ 5 дни на 11 августъ... изгориха и 70 кѫщи отъ нашето село. А това стана слѣдъ сражението при Доленичката кория. Едно отдѣление дебрани , придружени отъ башибозукъ, нападна кѫщитѣ ни, ограби ги и ги изгори. Здрави останаха 11 християнски и 12-тѣ турски къщи. Сега селянитѣ съ прибрани въ колиби, които си построиха отъ рѫженица. Прѣзъ цѣлото врѣме на възстанието убиха се отъ башибозука само 4-ма души отъ Сопотница.
Цялото население на селото е под върховенството на Българската екзархия. По данни на секретаря на екзархията Димитър Мишев („La Macédoine et sa Population Chrétienne“) в 1905 година в Сопотница има 640 българи екзархисти и функционира българско училище.
При избухването на Балканската война в 1912 година 10 души от Сопотница са доброволци в Македоно-одринското опълчение.
В 1949 година с доброволна работа на селяните е изграден културен дом. В 1956 година селото се сдобива с електричество, в 1969 година е изграден водопровод, в 1975 година е асфалтирана главната улица, а в 1980-те години в селото са изградени няколко блока.
В 1961 година Сопотница има 956 жители, в 1991 – 989, а според преброяването от 2002 година селото има 929 жители, от тях 926 македонци и 3 сърби.
| Националност | Всичко |
| македонци    | 926    |
| албанци      | 0      |
| турци        | 0      |
| роми         | 0      |
| власи        | 0      |
| сърби        | 3      |
| бошняци      | 0      |
| други        | 0      |

До 2004 година Сопотница е център на самостоятелна община.

## Личности
| Мъжко хоро в Сопотница |  | Жени в носии от Сопотница |
| Мъжко хоро в Сопотница |  | Жени в носии от Сопотница |

Родени в Сопотница
- Андре Стефанов (1870 – след 1943), български революционер
- Божин Петров (1877 – след 1943), български революционер
- Веле Мицев Абединов, български революционер от ВМОРО[15]
- Веле Саторов (1878 – ?), български революционер от ВМОРО
- Диме Николов Кочов, български революционер от ВМОРО[16]
- Златан Стойков Мреношки, български революционер от ВМОРО[17]
- Йован, син на Пейо, байрактар в хайдушката чета на войводата Никле от Буково, заловен от властите, осъден на 7 години каторга в галерите.[18]
- Йонче Петров Мандов, български революционер от ВМОРО[17]
- Кръсте Петров Пърцойков, български революционер от ВМОРО[19]
- Марко Христов (1879 – 1942), български революционер от ВМОРО
- Мице Найдов Пейков, български революционер от ВМОРО[19]
- Никола Тренчев Попов, български революционер от ВМОРО[19]
- Радован Цветковски (1931 – 2022), северномакедонски писател
- Тодор Трайчев Бурянов, български революционер от ВМОРО.[15]
- Христо Петров Пейков, български революционер от ВМОРО[19]
- Христо Стефанов (1844 – 1937), български духовник

Починали в Сопотница
- Поп Кузман Попдимитров (? – 1906), деец на ВМОРО